# Little Bugatti Reef
Little Bugatti Reef är ett rev på Stora barriärrevet i Australien.   Det ligger 165 km nordost om Mackay i delstaten Queensland.